# Голые ноги
«Голые ноги» — магнитоальбом советской рок-группы «ДК», выпущенный в 1983 году. Альбом записывался в 1982 году в подвалах общежития Московского Института Стали и Сплавов на бытовой магнитофон «Ростов». Один из первых магнитоальбомов группы. Впоследствии материал альбома «Голые ноги» вошёл в основу «Десятого молодёжного альбома».
Был переиздан в 2001 году на «SS Records» безо всякой реставрации, где в оформлении Сергей Жариков с Александром С. Волковым крайне иронически обыграли стилистику британского аутентичного лейбла ASV Gaudeamus.

## Заглавная песня альбома
Текст песни «Голые ноги» Жариков написал ещё в 1972 году, до создания «ДК», и только к 1979 году, создавая новую группу, он придумал аранжировку, где гитарист имитирует импровизационную манеру Чарли Паркера, причём на известную тему группы «Kiss» — «I Was Made For Lovin' You» (1979). Песня была исполнена  группой «ДК» на юбилейном концерте в 2001 году.

## Переиздание альбома
Альбом переиздавался в 2002 году дважды: первый раз — как CD «Голые ноги», с припиской «без говна», и второй раз — как первая часть альбома-двойника «Бога нет» (версия «с говном»). Вложенный в издание многостраничный розово-голубой буклет украшен гирляндами в духе всё того же ASV Gaudeamus (лат. gaudeamus — возрадуемся) с фотографиями участников группы на репетицях-сессиях самого начала 80-х, а также имеется фото группы с панк-свадьбы в Зеленограде, в компании с Андреем Пановым («Автоматические удовлетворители»), проходившей зимой 1983 года.

## Список композиций
Слова и музыка всех песен — написаны Сергеем Жариковым (кроме указанных отдельно).
| №   | Название                    | Текст песни            | Музыка                                 | Длительность |
| --- | --------------------------- | ---------------------- | -------------------------------------- | ------------ |
| 1.  | «Мы попрыгаем, мы попляшем» |                        |                                        | 2:35         |
| 2.  | «Шизгара»                   | Д.Яншин - С.Жариков    |                                        | 1:49         |
| 3.  | «Вермут мутно-розовый»      |                        |                                        | 3:02         |
| 4.  | «Фонари»                    | И.Анненский, С.Жариков |                                        | 3:48         |
| 5.  | «Барыня»                    |                        |                                        | 1:35         |
| 6.  | «Шалала»                    |                        |                                        | 1:38         |
| 7.  | «Сегодня мне хорошо»        |                        |                                        | 2:06         |
| 8.  | «Про чесотку»               |                        |                                        | 2:05         |
| 9.  | «Песня для друга»           |                        |                                        | 2:07         |
| 10. | «Про желвак»                |                        |                                        | 2:40         |
| 11. | «Молодёжный Блюз»           |                        |                                        | 4:24         |
| 12. | «Й»                         |                        |                                        | 1:25         |
| 13. | «Про жужку»                 |                        |                                        | 4:00         |
| 14. | «Новый поворот»             |                        |                                        | 3:44         |
| 15. | «В хорошем настроении»      |                        |                                        | 2:12         |
| 16. | «Старые слова»              |                        |                                        | 1:36         |
| 17. | «Шара»                      |                        |                                        | 1:39         |
| 18. | «Я мою пустые бутылки»      |                        |                                        | 4:25         |
| 19. | «Я тебя не люблю»           |                        | Винс Тейлор, С.Жариков                 | 1:52         |
| 20. | «Голые ноги»                |                        | С.Жариков/Д. Чайлд, П.Стенли, В.Понциа | 4:20         |
| 21. | «Пар Культуры»              |                        |                                        | 4:50         |
| 22. | «Одиннадцать часов»         |                        |                                        | 2:15         |
| 23. | «Про любовь»                |                        |                                        | 2:51         |
| 24. | «Кака (От весны до лета)»   |                        |                                        | 3:12         |
| 25. | «Нет портвейна»             |                        |                                        | 2:24         |
| 26. | «13»                        |                        |                                        | 1:32         |

## Участники записи альбома
- Евгений Морозов — вокал
- Дмитрий Яншин — гитара, тексты
- Сергей Полянский — бас
- Сергей Жариков — барабаны, вокал, тексты и музыка песен

Песни из альбома «Голые ноги», «Я тебя не люблю», «В хорошем настроении» («Оптимизм»), «Барыня», «Я мою пустые бутылки» и «Нет портвейна» исполнялись на юбилейном концерте «ДК» в 2001 году, приуроченном к 20-летию группы.